# Rod Cameron
Rod Cameron (Calgary, Alberta, 7 de dezembro de 1910 - Gainesville, Geórgia, 21 de dezembro de 1983) foi um ator de procedência canadense que fez carreira no cinema norte-americano, muito querido pelo fãs de westerns.

## Vida e carreira
Aos dois anos de idade, Roderick Cox mudou-se com a família para Toronto, onde iniciou os estudos e trabalhou como entregador e vendedor de jornais. Com a morte do pai em 1925, a família foi para os Estados Unidos e Roderick morou em diversas cidades: Nova Iorque, Miami e White Plains. Nesta última, tornou-se jogador de basquete, graças a seus 1,93 m de altura, e participou de muitas peças de teatro amador. Durante os anos da Grande Depressão, encontrou trabalho como operário na construção civil, mudando-se mais uma vez, agora para a Califórnia. Logo se interessou pelo cinema e acabou contratado pela Paramount Pictures, que mudou seu nome para Rod Cameron.
Após uma miríade de papéis insignificantes entre 1940 e 1943, muitos não creditados, Cameron deixou o estúdio e assinou contrato com a Republic para estrelar dois seriados hoje clássicos: O Dragão Negro (G-Men vs. the Black Dragon) e A Adaga de Salomão (Secret Service in Darkest Africa), ambos de 1943. No ano seguinte, fez uma série de seis faroestes B na Universal, o que ajudou a torná-lo conhecido entre o público menos exigente. O estrelato veio em seguida, no western A Irresistível Salomé (Salome, Where She Danced, 1945), coestrelado por Yvonne De Carlo. A dupla se reuniria novamente para dois outros êxitos, o também western Era Seu Destino (Frontier Gal, 1945) e o drama Astúcia de uma Apaixonada (River Lady, 1948).
Depois de deixar a Universal, Cameron fez filmes para a Republic e para a Allied Artists. São desse período alguns de seus westerns mais apreciados, entre eles Os Saqueadores (The Plunderers, 1948), O Cavaleiro Negro (Brimstone, 1949), O Roubo das Diligências (Stage to Tucson, 1951) e Índios Selvagens (Yaqui Drums, 1956). O gênero passava por momentos difíceis, pois estava em fase de transição entre a adolescência e a idade adulta, e Cameron ajudou a fazer com que ele se mantivesse popular e rentável, juntamente com outros mocinhos como Audie Murphy, George Montgomery, Rory Calhoun, Guy Madison e Randolph Scott. Em meados da década de 1960, quando seu espaço em Hollywood ficou reduzido, foi trabalhar na Europa, a exemplo de tantos outros de sua geração. Lá estrelou não só westerns spaghetti mas também alemães.
Um dos primeiros artistas a atuar na televisão, Cameron protagonizou três séries policiais de muito sucesso: City Detective (9 episódios, 1953-1955), State Trooper (104 episódios, 1956-1959) e Coronado 9 (39 episódios, 1959-1961). Participou como convidado em inúmeros outros programas e filmes.
Casou-se com Angela Alves-Lico em 1950 e dela se divorciou em 1954, casando-se em 1960 com a sogra, Dorothy Alves-Lico, o que foi motivo de zombaria e incredulidade, além de exploração pela mídia. O enlace durou até sua morte, de câncer, em 1983. Deixou dois filhos.

## Filmografia
Todos os títulos em português referem-se a exibições no Brasil. Estão listados somente os filmes em que Cameron recebeu créditos.
| - 1940 Por Partidas Dobradas (The Quarterback) - 1940 Natal em Julho (Christmas in July) - 1940 Legião de Heróis (North West Mounted Police) - 1941 Cavaleiros da Morte (Riders of Death Valley, seriado) - 1941 Henry Está na Berlinda (Life with Henry) - 1941 The Night of January 16th - 1941 Compra-me Aquela Cidade (Buy me That Town) - 1941 Henry Aldrich Para Presidente (Henry Aldrich for President) - 1941 A Bela e o Monstro (The Monster and the Girl) - 1941 Anjo da Meia-Noite (Midnight Angel) - 1941 A Ronda da Morte (No Hands on the Clock) - 1942 Anima-te, Menina (True to the Army) - 1942 Sombra Amiga (The Remarkable Andrew) - 1942 Nossos Mortos Serão Vingados (Wake Island) - 1942 Música da Vitória (Priorities on Parade) - 1942 Um Clarão no Horizonte (The Forest Rangers) - 1942 Os Comandos Atacam de Madrugada (Commandos Strike at Dawn) - 1943 O Dragão Negro (G-Men vs The Black Dragon); seriado - 1943 A Adaga de Salomão (Secret Service in Darkest Africa); seriado - 1943 Honeymoon Lodge - 1943 Gung Ho (Gung Ho!) - 1943 Sultana da Sorte (Riding High) - 1943 O Homem Intrépido (The Kansan) - 1944 Mrs. Parkington, A Mulher Inspiração (Mrs. Parkington) - 1944 O Xerife de Boomtown (Boss of Boomtown) - 1944 Cavaleiros de Santa Fé (Riders of the Santa Fe) - 1944 A Lei do Gatilho (Trigger Trail) - 1944 Cara a Cara (The Old Texas Trail) - 1945 Os Desprezados (Renegades of the Rio Grande) - 1945 A Última Luta (Beyond the Pecos) - 1945 Swing Out, Sister - 1945 A Irresistível Salomé (Salome, Where She Danced) - 1945 Era Seu Destino (Frontier Gal) - 1946 Atirou no Que Viu (The Runaround) - 1947 A Filha da Foragida (Belle Starr's Daughter) - 1947 Os Piratas de Monterrey (Pirates of Monterrey) - 1948 Expiação (Panhandle) - 1948 Os Saqueadores (The Plunderers) - 1948 Astúcia de Uma Apaixonada (River Lady) - 1949 O Cavaleiro Negro (Brimstone) - 1949 A Debandada (Stampede) | - 1949 Frente À Frente (Strike It Rich) - 1950 Terra de Sangue (Short Grass) - 1950 A Bela Lil (Dakota Lil) - 1951 Mergulhando Para a Morte (The Sea Hornet) - 1951 O Roubo das Diligências (Stage to Tucson) - 1951 Massacre (Oh! Susanna) - 1951 Fronteiras da Morte (Cavalry Scout) - 1952 Titãs da Selva (The Jungle) - 1952 Grito de Guerra (Fort Osage) - 1952 Tráfico de Bárbaros (Wagons West) - 1952 Avalanche de Ódio (Woman of the North Country) - 1953 Marcado Para Morrer (Ride the Man Down) - 1953 A Bandeira da Desordem (San Antone) - 1953 O Tesouro do Califa (The Steel Lady) - 1954 Areias do Inferno (Southwest Passage) - 1954 Rebelião dos Brutos (Hell's Outpost) - 1955 Massacre Traiçoeiro (Santa Fe Passage) - 1955 Refém do Passado (Double Jeopardy) - 1955 Assassinos Desalmados (Headline Hunters) - 1955 Ambição Desenfreada (The Fighting Chance) - 1956 Passaporte Para a Traição (Passport to Treason) - 1956 Índios Selvagens (Yaqui Drums) - 1957 Floresta Ensanguentada (Spoilers of the Forest) - 1958 O Homem Que Morreu Duas Vezes (The Man Who Died Twice) - 1960 The Electronic Monster - 1963 O Revólver É Minha Lei (The Gun Hawk) - 1964 Sangue ao Por-do-Sol (I Sentieri dell'Odio) - 1964 As Pistolas Não Discutem (Le Pistole Non Discutono) - 1965 Il Piombo e la Carne - 1965 Dólares Malditos (The Bounty Killer) - 1965 Desafio À Bala (Requiem for a Gunfighter) - 1966 Bonanza, A Lei do Oeste (Ride the Wind); TV, mas exibido nos cinemas - 1966 Trovões da Fronteira (Winnetou und Sein Freund Old Firehand) - 1967 Die Letzten Zwei von Rio Bravo - 1971 O Rei das Proezas (Evil Knievel) - 1971 The Last Movie - 1973 The French Love - 1975 Psychic Killer - 1975 Jessi's Girl - 1978 Love and Midnight Auto Supply |